# بني سراج (عبس)

تعديل مصدري - تعديل

بني سراج هي إحدى قرى عزلة مطولة بمديرية عبس التابعة لمحافظة حجة، بلغ تعداد سكانها 806 نسمة حسب تعداد اليمن لعام 2004.